# Bramka SMS
Bramka SMS (ang. SMS gateway) – pośrednik w przekazywaniu SMS-ów pomiędzy ośrodkami SMS (ang. SMS center, SMSC). Niektóre strony internetowe oferują, zwykle nieodpłatnie, dzięki korzystaniu z odpowiedniego oprogramowania (np.), usługę wysyłania SMS-ów na telefony komórkowe. Taka strona również zwana jest, potocznie, bramką SMS.
Zazwyczaj operator telefonii komórkowej (inaczej sieć telefonii komórkowej) stosuje pewne ograniczenia, np. sieć Orange stosuje tzw. token ograniczający liczbę wysyłanych wiadomości, natomiast ERA (obecnie T-Mobile) wymaga uprzedniej rejestracji na swojej stronie. Niektóre z oferowanych w Internecie bramek pozwalają wysyłać wiadomości tylko na numery rozpoczynające się określonymi cyframi.